# Pycnosorus
Pycnosorus  — род шести видов растений семейства Астровые (Asteraceae). Обычно известные как пуговицы или барабанные палочки, они представляют собой однолетние или многолетние травы или небольшие кустарники с цилиндрической или сферической головкой, насчитывающей до 200 похожих на маргаритки «цветов». Каждый «цветок» представляет собой псевдоантий, состоящий из трех-восьми цветков, окруженных прицветниками. Лепестки соединены в небольшую трубку, а цветки с окружающими их прицветниками жёлтые или золотисто-жёлтые.

## Описание
Растения рода Pycnosorus представляют собой однолетние или многолетние травы, у которых листья уменьшаются в размерах вверх по стеблю, а листья у основания увядают первыми. Цветки расположены от овальных до более или менее сферических соцветий от 40 до 200 цветкообразных неполных соцветий. Каждая неполная головка состоит из трех-восьми маленьких цветкообразных «цветочков». Соцветия и прицветники, которые их окружают, жёлтого или золотистого цвета. Каждый цветок имеет пять лепестков, соединённых в трубку. После опыления цветки становятся шелковистыми семянками с кольцом перистых щетинок.
Растения близкородственного рода Краспедия (Craspedia) также известны под народным названием «пуговицы», но их цветы расположены на небольших цветоножках, а не прикреплены непосредственно к общему цветоложу соцветия (сидячие цветки), как у Pycnosorus. Есть некоторые свидетельства того, что эти два рода на самом деле могут быть монофилетическими.

## Таксономия и именование
Род был впервые официально описан в 1837 году Джорджем Бентамом, и описание было опубликовано в Enumeratio plantarum quas в Новой Голландии ora austro-occidentali ad fluvium Cygnorum et in sinu Regis Georgii collegit Carolus Liber Baro de Hügel.  Бентам назвал Pycnosorus globosus типовым видом. Название рода (Pycnosaurus) происходит от древнегреческого слова pyknos, означающего «плотный» или «толстый»  :644и soros означает «куча» :728.
Ниже приводится список видов Pycnosorus, принятых Австралийской переписью растений по состоянию на 30 ноября 2019 г.:
- Pycnosorus chrysanthus (Schldl.) Sond  – golden billy-buttons
- Pycnosorus eremaeus J.Everett & Doust
- Pycnosorus globosus (F.Muell.) Benth
  - ≡ [syn.  Craspedia globosa (Benth.) Benth. — Краспедия шаровидная]
- Pycnosorus melleus J.Everett & Doust
- Pycnosorus pleiocephalus (F.Muell.) J.Everett & Doust – soft billy-buttons
- Pycnosorus thompsonianus J.Everett & Doust

## Распространение и среда обитания
Все шесть видов Pycnosorus являются эндемиками Австралии, и их виды есть во всех штатах, кроме Тасмании. Большинство видов растут на тяжёлых, часто каменистых почвах.

## Применение
Pycnosorus globosus (F.Muell.) Benth — многолетнее растение, выращиваемое в умеренной зоне как однолетнее в качестве декоративного садового растения. Имеет сизоватые опушенные листья и очень оригинальные соцветия — желтые сферические головки. Очень популярное во флористике. Часто фигурирует под названием близкородственного рода краспедия шаровидная. 